# اليوسفية (المغرب)
اليوسُفية مدينة في وسط المغرب، وهي مصدر مهم للفوسفاط وتعتبر هي ومدينة خريبكة أفضل المدن في إخراج الفوسفاط في المغرب. تبعد عن مدينة الدار البيضاء ب 230 كلم إلى الجنوب. وعن مدينة مراكش ب 80 كلم إلى الشمال الغربي. يبلغ عدد سكانها حوالي 65 ألف نسمة ينتمون في معظمهم إلى قبائل «أحمر» المنتسبة إلى قبائل معقلية.وتنقسم اليوسفية إلى أكثر من 32 حيا أبرزها (حي النهضة وحي التقدم وحي الفتح وحي الغدير والسمارة وغيرها) لكنها بالرغم من كبرها فإنها لا توجد فيها أي جامعات أو كليات.
لم تكن مدينة اليوسفية، قبل اكتشاف الفوسفاط سوى جزء من الكنتور وسط منطقة أحمر. ارتبط وجودها ونشأتها باكتشاف الفوسفاط سنة 1929 على يد أحد الجيولوجيين الفرنسيين وأحد رموز الإستعمار الفرنسي (لويس جانتي) وبذلك قُدِّر وكتب على هذه المدينة أن تحمل عقدا من الزمن اسم هذا الجيولوجي، بل ما يزال اللسان الشعبي المحلي يسمي المدينة باسمه، قبل أن تحمل في فجر الاستقلال اسم (اليوسفية) تيمنا باسم السلطان العلوي المولى يوسف.
ويشتهر شيوخ قبائل أحمر بالفروسية والرماية وتربية الصقور وكلاب السلوقي والصيد بها. أما مدينة اليوسفية فتشتهر باستخراج الفوسفاط منذ الثلاثينات من القرن 20.حيث يبلغ إنتاجها 35% من الإنتاج المغربي من هذه المادة.
وكانت اليوسفية تحمل اسم Louis-Gentil نسبة إلى اسم الجيولوجي وعالم الآثار الفرنسي الذي اكتشف بها الفوسفاط أوائل القرن الماضي.
تمتاز ساكنتها بالبساطة والسخاء والكرم والروح الرياضية حيث تحتل الفرق الرياضية المحلية الصدارة على الصعيد الوطني خاصة في رياضة الجمباز والتايكواندوا.. وكانت المدينة تحمل أسماء من قبيل «مدينة الفرنك» أو «باريس المغربية» وذلك إبان الاستعمار الفرنسي للمغرب حيث كانت المدينة تعرف ازدهارا فكريا واقتصاديا رائدا بالمغرب..
ظلت مدينة اليوسفية بعد سنوات الاستقلال أرضاً خصبة للنضال العمالي بفعل مناجم الفوسفاط التي خلفت وراءها يداً عاملة منطوية تحت لواء نقابات قوية تتحرك للدفاع عن حقوقها.
بطاقة تقنية لمدينة اليوسفية
الموقع: جهة مراكش-أسفي. إقليم اليوسفية
المساحة: حوالي 25.50 كلم مربع
عدد السكان: 81.563 نسمة (إحصاء 2019)
- عدد الأسر: 15.682
- نسبة النمو: %0.8

معطيات جغرافية:
الحدود: شمالا: جماعة أولاد عمران
- شرقا: جماعة الكنتور
- غربا: جماعة جمعية السحيم
- جنوبا: جماعة السبيعات

المناخ: مناخ شبه قاري جاف
التقسيم الإداري:
- عمالة

أربع ملحقات إدارية
جماعة حضرية
الأنشطة الاقتصادية:
نشاط معدني (استخراج، تكليس وتنشيف مادة الفوسفاط)
تجارة استهلاكية
قطاع خدماتي
الفلاحة: وذلك راجع لإحاطة أراضي فلاحية شاسعة بالمدينة وخصوبة تربتها الحمراء الغنية
معطيات اجتماعية:
التعليم: عدد المؤسسات التعليمية:21 (5 ثانويات، و 6 إعداديات، 10 مدارس ابتدائية)
الصحة: (الوحدات الصحية): القطاع العمومي:4
- القطاع شبه العمومي: 2
- القطاع الخاص: 2

التكوين المهني: عدد المؤسسات 01 (مركز التأهيل المهني، وبه قسم للتكنولوجيا)
عدد مراكز التربية والتكوين:2 التعاون الوطني
الشبيبة والرياضة: عدد دور الشباب: 3
- عدد الأندية النسوية: 4

## اكتشافات
في عام 2017 اكتشفت جمجمة أقدم إنسان عاقل على وجه الأرض وتعود إلى أكثر من 300 ألف عام بجبل إيغود باليوسفية وسط المغرب، وذلك بفضل جهود المعهد الوطني لعلوم الآثار والتراث في الرباط حيث بدأت الأبحاث منذ عقد الستينيات من القرن العشرين بواسطة فريق من الباحثين الذين تمكنوا من العثور على بقايا إنسان ومجموعة متحجرة تعود للعصر الحجري الوسيط غير أنهم لم يتمكنوا وقتها من التدقيق في تاريخها، ثم تابع فريق آخر البحث منذ عام 2004 وبدأوا باكتشاف بقايا هذا الإنسان إلى عام 2016. لقد جاء الاكتشاف بعد بحث مضنٍ ومثابرة على مرحلتين وقد اكتشف مع هذا الإنسان أدوات صيد ”إذ كان يعيش على صيد الغزلان“ بالإضافة إلى جمجمة شخص مراهق وطفل وإنسان آخر "يرجّح أنها أنثى"."

## كرة القدم
- نادي أولمبيك اليوسفية
- أولمبيك أحمر
- نادي إشراق اليوسفية

## دواوير الإقليم
الكوابلية